# 安加拉山脈
安加拉山脈是俄羅斯的山脈，從中西伯利亞高原東南部的東薩彥嶺延伸至下通古斯河，全長800公里，最高點海拔高度1,022米，蘊藏著鐵礦，是科瓦河的發源地。